# Brånan, Bollnäs

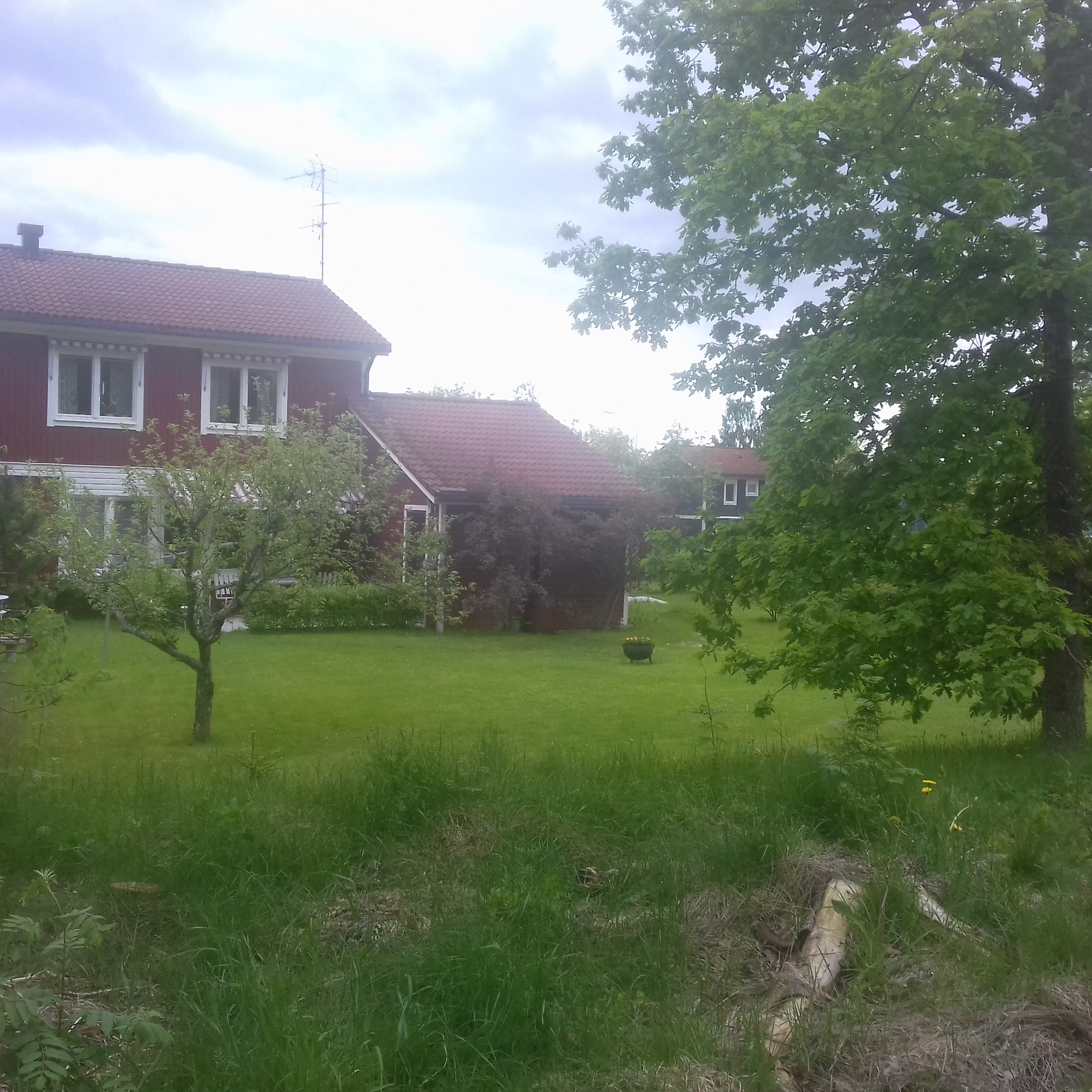
Ett typiskt hus på Brånan med byggår 1979.

Brånan är ett bostadsområde. Det tillhör stadsdelen Hamre i Bollnäs tätort. Området är beläget i nordvästliga delar av Bollnäs tätort. Stora delar av området var färdigt för inflyttning 1979. Intill området finns en fullstor fotbollsplan på idrottsplatsen Brånan IP.

## Geografi
Övre Brånan är beläget i nordvästliga delar av Bollnäs tätort. Villaområdet avgränsas i syd och sydväst av Heden, samt i väst-nordväst av Bolleberget. I öst-sydöstlig riktning avgränsas villaområdet av den nedre delen av Brånan. Gatunätet består av Nylandsvägen som tillsammans med Hamrevägen utgör bilinfarter till området. De gator som finns i området är Lillhagavägen, Solbackavägen, Kålkullevägen och Månskärevägen. Genom att följa Nylandsvägen i nordvästlig riktning förbi Nylandet går det att ta sig från övre Brånan till stora Bolleberget och Bollebackens topp.

## Historia
Invid området, när det ännu endast bestod av mindre bebyggelse, fanns en danspaviljong och som var en del av Hälsinge sjukhus som invigdes 1963. I anknytning till paviljongen anlades en fullstor fotbollsplan i gräs samt tennisbanor med tillhörande omklädningsrum. Planen som ligger på andra sidan av Nylandsvägen hade namnet Hälsinge IP till en början men eftersom sjukhuset ej varit i drift sedan 2001 går idrottsplatser nu under namnet Brånan IP.
Själva området övre Brånan planerades och byggdes i slutet av 1970-talet. Det var en del av Bollnäs expansion som skedde under efterkrigstiden fram till 1990-talets början. 1978 stod stora delar av området färdigt. Det kom främst att bebos av unga barnfamiljer. Fram till 1982 var det kommunens allmännytta ,Bollnäs bostäder, som hyrde ut bostäder men sedan erbjöds de boende att få köpa loss sina respektive bostäder. Denna handel avsåg inte de hus som redan var uppförda på Lillhagavägen och ej heller delar av de fastigheter på nedre delen av Kålkullevägen som var individualiserade till form och utseende. Dessa fastigheter var sedan dess tillkomst privatägda.   
Under 1980 men framförallt 90-talet kom många av husen få mer särpräglade utseenden genom att husägare valde att måla dem i olika färger och på så vis göra husen utseendemässigt mer individualiserade. Även dess insidor putsades på många håll upp genom diverse renoveringar. Prisökningen på bostäderna har exempelvis sedan 1982 till 2016 i vissa fall kunnat tiofaldigats. Bollnäs bostäder sålde exempelvis vissa av de fristående husen på Solbackavägen för 150 000 kr, motsvarande pris idag är mellan 800 000 till 1 200 000 kronor beroende på husens skick.

## Valdeltagande
Det finns inga exakta uppgifter för valdeltagande och preferenser rörande övre Brånan. Området tillhör Hamre valdistrikt som är större och innefattar omkring ett par andra bostadsområden, bland annat övriga delar av Brånan, Hedhamre och Bonden. Valdeltagandet är nivå med riket överlag och låg under 2014 preliminärt på 82,9 %. Socialdemokraterna är det största partiet med 38,3% av de totala rösterna i distriktet. Flest personröster till Riksdagen år 2014 fick Socialdemokraterna följda av Moderaterna och Sverigedemokraterna. 

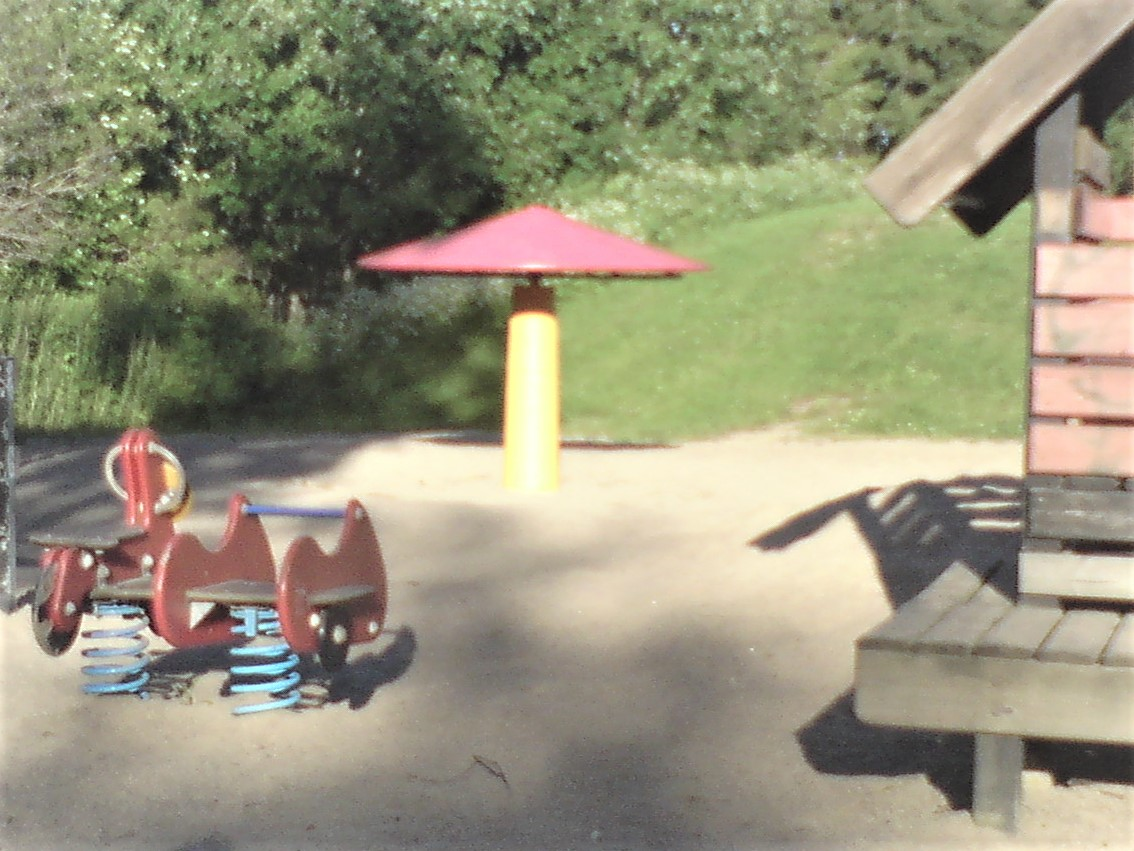
Övre Brånans lekplats med svampen.

## Sevärdhet

### Svampen
På lekparken med dess svamp som det går att hänga tag med händerna och snurrar sig runt i. Svampen har minst en gång blivit ommålad och var i dess originalutförande försedd med vita prickar på taket. Bakom svampen finns kullen där barn kan åka trick-skidor, snowracer och pulka om vintern. Till områdets enda lekplats är det fördelaktigast att gå eller ta cykel.